# Patrová kost
Patrová kost (latinsky: os palatinum) je párová kost, která je součástí obličejové části lebky člověka. Společně s horní čelistí (maxilla), kterou v zadní části doplňuje, tvoří tvrdé patro (palatum osseum nebo palatum durum). Tvoří ji dvě tenké kostěné destičky spojené v pravém úhlu. Vodorovná (patrová) destička vybíhá směrem dozadu do trnu a společně s párovou kostí tvoří zadní nosový trn (spina nasalis posterior).

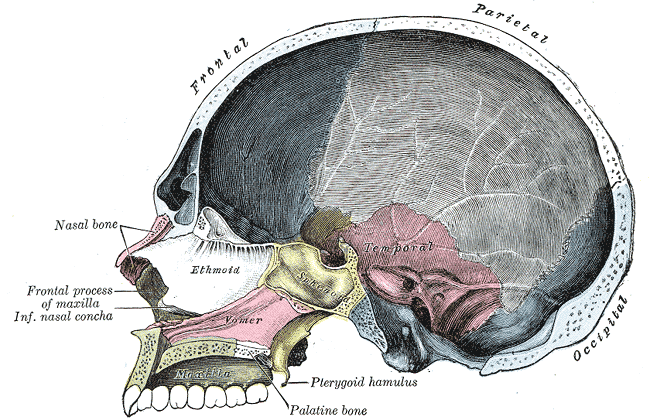
Sagitální řez lebkou, patrová kost je vlevo dole označena bílou barvou a popiskem „Palatine bone“. Gray's Anatomy, 1918
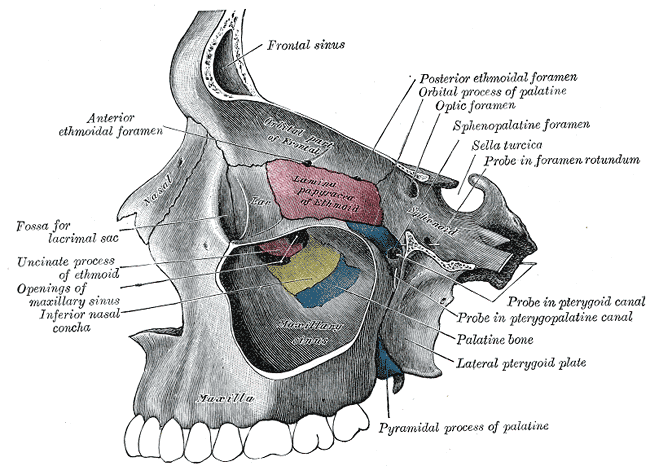
Patrová kost je uprostřed označena modrou barvou a popiskem „Palatine bone“. Gray's Anatomy, 1918